# Pronephrium affine
Pronephrium affine är en kärrbräkenväxtart som först beskrevs av Bl., och fick sitt nu gällande namn av Presl. Pronephrium affine ingår i släktet Pronephrium och familjen Thelypteridaceae. Inga underarter finns listade.